# Young Africans FC 2011-2012
Questa voce raccoglie le informazioni riguardanti lo Young Africans FC nelle competizioni ufficiali della stagione 2011-2012.

## Rosa
| N. |                     | Ruolo | Calciatore                   |
| -- | ------------------- | ----- | ---------------------------- |
| 1  | Tanzania (bandiera) | P     | Ally Mustapha                |
| 2  | Tanzania (bandiera) | D     | Shadrack Nsajigwa (capitano) |
| 3  | Tanzania (bandiera) | D     | Stephano Mwasika             |
| 4  | Tanzania (bandiera) | D     | Oscar Joshua                 |
| 5  | Tanzania (bandiera) | D     | Kelvin Yondan                |
| 7  | Burundi (bandiera)  | A     | Didier Kavumbagu             |
| 8  | Ruanda (bandiera)   | C     | Haruna Niyonzima             |
| 9  | Tanzania (bandiera) | C     | Omega Seme                   |
| 10 | Tanzania (bandiera) | A     | Jerson Tegete                |
| 11 | Tanzania (bandiera) | A     | Said Bahanunzi               |
| 14 | Tanzania (bandiera) | D     | Juma Abdul                   |

| N. |                     | Ruolo | Calciatore      |
| -- | ------------------- | ----- | --------------- |
| 15 | Tanzania (bandiera) | C     | Rehani Kibingu  |
| 16 | Tanzania (bandiera) | C     | Nizar Khalfani  |
| 17 | Tanzania (bandiera) | D     | Godfrey Taita   |
| 19 | Tanzania (bandiera) | P     | Yusuph Abdul    |
| 20 | Uganda (bandiera)   | A     | Hamis Kizza     |
| 22 | Tanzania (bandiera) | C     | Nurdin Bakari   |
| 23 | Tanzania (bandiera) | D     | Nadir Haroub    |
| 24 | Tanzania (bandiera) | C     | Athuman Idd     |
| 25 | Tanzania (bandiera) | A     | George Banda    |
| 28 | Tanzania (bandiera) | D     | Ladislaus Mbogo |
| 29 | Tanzania (bandiera) | D     | David Luhende   |
| 30 | Tanzania (bandiera) | P     | Said Mohamed    |